# 謹話
謹話（きんわ）とは、つつしんで話をすること。また、その話の内容のこと。
もとは、皇室に関することを述べる場合に、内閣総理大臣謹話（ないかくそうりだいじんきんわ）のように話し手の名前などのあとにつけて用いた語である。
衆議院議長謹話、参議院議長謹話、最高裁判所長官謹話、都道府県知事謹話などがある。

## 内閣総理大臣謹話
2000年（平成12年）以降に行われた内閣総理大臣謹話は以下の通り。
| 年月日                     | 件名                         | 話し手     | 備考 |
| -------------------------- | ---------------------------- | ---------- | ---- |
| 2000年（平成12年）06月16日 | 皇太后良子（香淳皇后）の崩御 | 森喜朗     |      |
| 2001年（平成13年）12月01日 | 愛子内親王の誕生             | 小泉純一郎 |      |
| 2002年（平成14年）11月21日 | 高円宮憲仁親王の薨去         | 小泉純一郎 |      |
| 2004年（平成16年）12月18日 | 高松宮妃喜久子の薨去         | 小泉純一郎 |      |
| 2012年（平成24年）06月06日 | 寬仁親王の薨去               | 野田佳彦   |      |
| 2014年（平成26年）06月08日 | 桂宮宜仁親王の薨去           | 安倍晋三   |      |
| 2016年（平成28年）10月27日 | 三笠宮崇仁親王の薨去         | 安倍晋三   |      |
| 2024年（令和06年）11月15日 | 三笠宮妃百合子の薨去         | 石破茂     |      |